# Новорічна історія (фільм)
Новорічна історія (англ. Curtain Call) — романтична комедія режисера Пітера Єйтса. Прем`єра у США відбулася 5 грудня 1998 року. 

## Сюжет
Нью-Йоркський видавець Стівенсон Лоу має успіх і в бізнесі, і серед жінок. Та головна його проблема в тому, що він не хоче одружуватися. Що не надто влаштовує його подружку Джулію. Разом вони вже вкотре оглядають спільне житло і врешті зупиняються на старому будинку, в якому давно ніхто не жив. Тут і починається найцікавіше. Перед очі Стівенсона з`являється ексцентрична парочка Макс і Лілі — привиди. І проблема в тому, що ніхто їх, окрім головного героя, не бачить.
Через розмови з привидами Стівенсон свариться з Джулією. Вона йде від нього і погоджується на зустріч з сенатором Віллом, який давно до неї не байдужий. Дізнаючись про це, Стівенсон летить у Вашингтон, а саме там Джулія вечеряє з Віллом, щоб повернути її. З ним до Вашингтону прибувають і Макс з Лілі, які замість обіцяної допомоги ще більше сварять закоханих. В результаті Джулія і Віллі йдуть з ресторану, а Стівенсон у компанії Макса повертається додому. В аеропорту він знайомиться з молодою дівчиною, яку запрошує до себе додому. Але і тут Макс і Лілі докладають зусиль, лякаючи її раптовим згасанням і вмиканням світла. В цей час Стівенсону телефонує Джулія і чує, що в його домі інша.
Тим часом за невдачами в особистому житті, на Стівенсона починають сипатися і сюрпризи у видавничому бізнесі. Видавництво, яке колись належало його діду, тепер в особі директорів і його безпосереднього шефа Чарльза пропонує замість серйозної літератури друкувати книжки про імена для котів і жіночу жирову клітку.
Стівенсон безуспішно намагається помиритися з Джулією і тим часом допомагає Максу і Лілі зрозуміти чому вони й досі тут, хоч давно померли.
Наближається Новий Рік. Джулія погоджується поговорити зі Стівенсоном у його домі. Але водночас до нього навідується його підлегла, художниця Мішель, небайдужа до нього. Вона просить Стівенсона подивитися чи все у неї в порядку з сукнею, знімаючи її з плечей. В цей момент до будинку заходить Джулія.
Розуміючи, що йому навряд чи знову вдасться умовити Джулію поговорити з ним, головний герой вирішує прийти на новорічну вечірку і просто побажати Джулії та Віллу щастя. На вечірку також приходять Макс і Лілі. Саме вони й допомагають Джулії зробити свій вибір на користь Стівенсона. Під бій курантів вона покидає вечірку і поспішає до будинку коханого. Вона знаходить Стівенсона у саду, де він розвішує святкові гірлянди. Вони миряться і Стівенсон нарешті робить Джулії пропозицію.
Макс і Лілі, усвідомивши нарешті, що вони й досі кохають один одного, розчиняються у повітрі, танцюючи під свою улюблену мелодію.
Стівенсон звільняється з видавництва і відкриває своє власне. Його перша книга про Макса і Лілі.

## У ролях
- Джеймс Спейдер — Стівенсон Лоу
- Поллі Вокер — Джулія
- Майкл Кейн — Макс Гейл
- Меггі Сміт — Лілі Марлоу
- Бак Генрі — Чарльз Ван Альзбург
- Сем Шепард — Вілл Додж
- Френк Вейлі — Бретт Конвей
- Марсія Ґей Гарден — Мішель Тіппет
- Френсіс Стернгаґен — Емі

## Цікаві факти
- Виробництво фільму почалось у лютому 1997 року.[1]
- Бюджет фільму склав менш як 20 мільйонів доларів.[1]
- Під час виробництва фільму розглядалися такі його назви: "Later Life", "Trouble with Stevenson" and "It All Came True".[1]
- У США фільм також був випущений під назвою "It All Came True" ("Це все правда")[2]. Таку ж назву має кінострічка 1940 року із зовсім іншим сюжетом.[3]
- Для режисера Пітера Єйтса "Новорічна історія" була останнім фільмом, знятим для кінематографа, хоча у більшості країн кінострічка була показана лише по телебаченню чи використана для домашнього перегляду.[4]